# Rolf G. Nilsson
Rolf Göte Nilsson, född 25 januari 1932 i Kalmar, är en svensk filmfotograf och filmproducent. Han debuterade med den egenproducerade filmen Fågelsjö (1958) som han förevisade ett 100-tal gånger på olika platser i Kalmar och Kronobergs Län. Efter att Rolf Nilssons egenproducerade filmer Häger (1960), Fåglar i Viken (1961) och Vinterspråk visats av Sveriges Television blev han filmfotograf på heltid. Han engagerades vid SVT av Nils Linnman i programmet I skogsbrynet samt som filmare i nyhetsprogrammet Aktuellt via Sveriges Radio TV i Växjö samtidigt som han fortsatte sin egen filmproduktion.
Rolf Nilssons mest uppmärksammade film är Sälungen (1975) som visades av SVT i flera omgångar från premiären 1976 till 1992, och som SVT förmedlade till 17 länder. Filmen handlar om en ensam sälunge som ”adopterades” av en sommarboende familj. Sälungen matades för att överleva men tvingades sakta att lära sig fånga sin egen fisk och anpassa sig till en för sälar naturlig tillvaro. Efter naturfilmerna Hägerön (1980) och Skäggdoppingar (1980) producerade Rolf Nilsson material för SVT och företag som Södra 50 år (1988) för Södra Skogsägarna, Hyttsill. Fest i Glasriket (1995) för Orrefors glasbruk, Johan Beyer (19...) tillsammans med Lennart Rudström för SVT och Nybromodellen. En möjlighet. (19...) tillsammans med Lennart Rudström för Nybro kommun.

## Filmer i urval, 16mm, färg
- Fågelsjö (1958)
- Hägern (1960)
- Fåglar i viken (1961)
- En vända på alvaret (med Olle Berglund, 1961)
- Varde liv (Med Olle Berglund, 1962)
- GLAS (med Otto Josefsson 1966)[6]
- Gamla stan, Kalmar (1967)
- Kvarnholmen i Kalmar (1968)
- Kalmarsundsfärjorna (1972)
- Ölandsbron (1972)
- Sälungen (1975)
- Hägerön (1980)
- Skäggdoppingar (1980)
- Kvarnholmen (1983)

## Filmer i urval, video
- Visingsö (1986)
- Södra 50 år (1988)
- Hyttsill. Fest i Glasriket (1995)
- Johan Beyer (Med Lennart Rudström, 19--)
- Tjärblomster (Med WWF, 2004)